# Gotra bimaculata
Gotra bimaculata là một loài tò vò trong họ Ichneumonidae.